# Stephan Gade
Stephan Gade (* 4. März 1970 in Hamburg) ist ein deutscher Musiker und Komponist für Filmmusik.

## Leben
Gade wuchs unter musikalisch günstigen Umständen auf. Mit 10 Jahren erhielt er Gitarren- und Klavierunterricht und trat am Helene-Lange-Gymnasium in einer Band als Bassgitarrist auf. Nach seinem Abitur studierte er elektronische Musik an der Hochschule für Musik und Theater.
Seit 1990 ist er Bandmitglied der Indie-Rockband Bobo in White Wooden Houses. Seit 2000 komponiert er eigene Lieder und arbeitet ehrenamtlich für das Hafenklangstudio. Als Musiker ist er beispielsweise bei Niels Frevert, Olli Dittrich, Ina Müller und Heinz Rudolf Kunze engagiert.

## Filmographie
- 2001: Anam
- 2001: Was tun, wenn’s brennt?
- 2003: Northern Star
- 2010: Groupies bleiben nicht zum Frühstück
- 2010: Vater Morgana
- 2014: Der 7bte Zwerg